# Aleppo-peppar

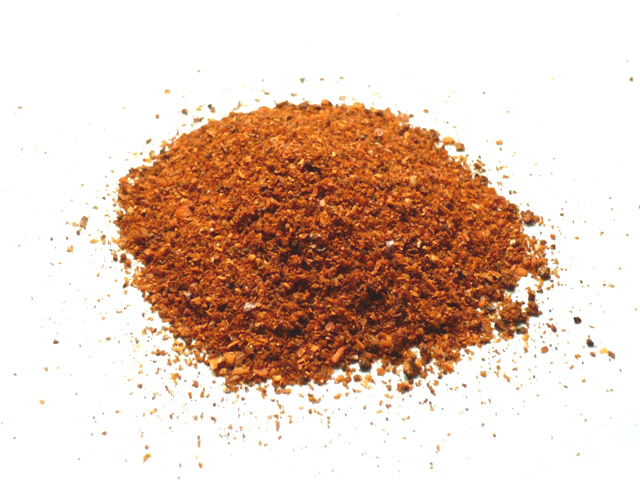
Aleppo-peppar

Aleppo-peppar är en chilifrukt som främst odlas i Syrien. Den är relativt mild (10 000 scovillegrader), med en antydan till skarphet och med aromatisk, fruktig smak. Kryddan säljs vanligen torkad som flingor eller pulver, och används framför allt till soppor, såser och grytor, samt ägg. 